# Park Seong-woong
Dans ce nom coréen, le nom de famille, Park, précède le nom personnel.
Park Seong-woong (né le 9 janvier 1973) est un acteur sud-coréen.

## Carrière
Après ses débuts dans No. 3 en 1997, Park est apparu dans plusieurs films et drama. Parmi ses rôles les plus emblématiques figurent notamment le gangster de New World (2013) et le serial killer de The Deal (en) (2015),,,,.

## Vie privée
Park est marié à l'actrice Shin Eun-jung depuis le 18 octobre 2008. Ils se sont rencontrés sur le tournage du drama The Legend (2007), dans lequel ils interprétaient un couple.

## Filmographie

### Films
| Année | Titre                                 | Rôle                     | Notes           |
| ----- | ------------------------------------- | ------------------------ | --------------- |
| 1997  | No. 3                                 |                          |                 |
| 1998  | Story of Man                          |                          |                 |
| 1998  | If the Sun Rises in the West          |                          |                 |
| 1998  | City of the Rising Sun                |                          |                 |
| 2000  | Foul King                             |                          |                 |
| 2002  | KT                                    |                          |                 |
| 2002  | Resurrection of the Little Match Girl |                          |                 |
| 2003  | A Man Who Went to Mars                | Kyung-soo                |                 |
| 2005  | This Charming Girl                    | L'ex-mari de Jeong-hae   |                 |
| 2005  | Mr. Socrates                          | Han-doo                  |                 |
| 2005  | Shadowless Sword                      | Mabul                    |                 |
| 2006  | Sunflower (en)                        | Choi Min-seok            |                 |
| 2008  | Open City                             | Détective Hong Chang-hwa | caméo           |
| 2009  | The Weird Missing Case of Mr. J       |                          | caméo           |
| 2009  | White Night                           | Cha Seung-jo             |                 |
| 2009  | Girlfriends                           | le mari de Jin           | caméo           |
| 2010  | A Friend in Need                      | Kang Jung-hoon           |                 |
| 2011  | Hit                                   | Chul-soo                 |                 |
| 2013  | New World                             | Lee Joong-gu             |                 |
| 2013  | The Gifted Hands                      | Chul-hyun                |                 |
| 2013  | Horror Stories 2                      | Manager Park             | Segment : "444" |
| 2013  | Commitment                            | Ri Young-ho              | caméo           |
| 2014  | Man in Love                           |                          | caméo           |
| 2014  | Tabloid Truth                         | Cha Seong-joo            |                 |
| 2014  | The Fatal Encounter                   | Hong Guk-yeong           |                 |
| 2014  | Man on High Heels                     | Procureur Hong           |                 |
| 2014  | For the Emperor                       | Jeong Sang-ha            |                 |
| 2015  | The Deal (en)                         | Gang-chun                |                 |
| 2015  | The Shameless                         | Park Joon-gil            |                 |
| 2015  | Office                                | Choi Jong-hoon           |                 |
| 2016  | A Violent Prosecutor                  | Min-woo                  |                 |
| 2016  | Love, Lies                            | Chef de la Police        |                 |
| 2016  | Operation Chromite                    | Park Nam-chul            | caméo           |
| 2017  | The Tooth and the Nail                | Procureur Song Tae-seok  |                 |
| 2017  | V.I.P.                                | NIS Executive            |                 |
| 2017  | Method                                | Jae-ha                   |                 |
| 2017  | The Swindlers                         | Kwak Seung-gun           |                 |
| 2018  | The Great Battle                      | L'empereur Tang Taizong  |                 |
| 2018  | Your Name is Rose                     | Myeong-hwan              |                 |
| 2018  | Monstrum                              | Jin-yong                 |                 |
| 2019  | Inside me                             | Jang Pan-soo             |                 |
| 2021  | Hostage: Missing Celebrity            | « Frère »                |                 |

### Télévision
| Année | Titre                                    | Rôle                          | Chaîne    | Notes  |
| ----- | ---------------------------------------- | ----------------------------- | --------- | ------ |
| 2002  | Sunshine Hunting                         | Moon Doo-shik                 | KBS2      |        |
| 2007  | A Happy Woman                            | Choi Joon-shik                | KBS2      |        |
| 2007  | Several Questions That Make Us Happy     |                               | KBS2      |        |
| 2007  | The Legend                               | Jumuchi                       | MBC       |        |
| 2008  | East of Eden                             | Baek Sung-hyun                | MBC       |        |
| 2009  | Cain and Abel                            | Oh Kang-chul                  | SBS       |        |
| 2009  | Tae-hee, Hye-kyo, Ji-hyun                | Sung-woong                    | MBC       |        |
| 2010  | King of Baking, Kim Takgu                | Jo Jin-goo                    | KBS2      |        |
| 2010  | All My Love                              | Le boss de Dong Dong          | MBC       | caméo  |
| 2010  | Athena: Goddess of War                   | L'agent nord-coréen Jin-young | SBS       | Invité |
| 2011  | Big Heat                                 | Hwang Ja-soo                  | E Channel |        |
| 2011  | Gyebaek                                  |                               | MBC       |        |
| 2011  | Birdie Buddy                             | Choi Dong-kwan                | tvN       |        |
| 2011  | The Peak                                 | Kang Moon-seok                | MBC       |        |
| 2011  | Glory Jane                               | Seo In-chul                   | KBS2      |        |
| 2012  | Bridal Mask                              | Dong-jin                      | KBS2      |        |
| 2012  | Drama Special "Butcher Barber"           | Woo-jin                       | KBS2      |        |
| 2013  | She Is Wow!                              | Gong Jung-han                 | tvN       |        |
| 2013  | Drama Special "The Strange Cohabitation" | Lee Soo-hyun                  | KBS2      |        |
| 2015  | Hidden Identity                          | Jang Moo-won                  | tvN       |        |
| 2015  | Remember: War of the Son                 | Park Dong-ho                  | SBS       |        |
| 2016  | 38 Revenue Collection Unit               |                               | OCN       | caméo  |
| 2017  | Man to Man                               | Yeo Woon-gwaang               | JTBC      |        |
| 2018  | Life on Mars                             | Kang Dong-chul                | OCN       |        |
| 2020  | Rugal                                    | Hwang Deuk-goo                | OCN       |        |
| 2023  | Bloodhound                               | Kim Myeong-gil                |           |        |

### Récompenses et nominations
| YAnnée | Récompense                  | Catégorie                                           | Film/série               | Résultat   |
| ------ | --------------------------- | --------------------------------------------------- | ------------------------ | ---------- |
| 2013   | 49e Baeksang Arts Awards    | Meilleur acteur dans un second rôle                 | New World                | Nomination |
| 2013   | 22e Buil Film Awards        | Meilleur acteur dans un second rôle                 | New World                | Nomination |
| 2013   | 50e Grand Bell Awards       | Meilleur acteur dans un second rôle                 | New World                | Nomination |
| 2013   | 34e Blue Dragon Film Awards | Meilleur acteur dans un second rôle                 | New World                | Nomination |
| 2015   | 51e Baeksang Arts Awards    | Meilleur acteur dans un second rôle                 | The Deal (en)            | Nomination |
| 2016   | SBS Drama Awards            | Prix spécial, acteur dans une production dramatique | Remember: War of the Son | Lauréat    |